# Герб Дмитрова
Міське поселення Дмитров має власний герб.

## Історія герба
Герб Дмитрова був затверджений 20 грудня 1781 року разом з іншими гербами Московської губернії. 16 березня 1883 року був затверджений новий варіант герба Дмитрова розроблений Б. Кене. Нині історичний герб Дмитрова (1781) став гербом Дмитровського району. Герб офіційно був затверджений 1991 року.

## Опис герба
Історичний герб Дмитрова: У верхньому полі герб Московський, у нижньому полі «у горностаєвому полі чотири княжі корони у пам’ять з’їзду чотирьох давньоруських князів, який відбувся у Дмитрові». Ідеться про зустріч у 1301 році у Дмитрові князів Данила Московського, Михайла Тверського, Івана Переяславського та Андрія Городецького.
Герб 1883 року мав такий вигляд: «У горностаєвому щиті чотири золоті княжі корони підбиті порфирою. У вільній частині герб Московської губернії. Щит увінчано срібною вежовою короною з трьома зубцями. За щитом два схрещених золотих молотка з’єднаних Олександрівською стрічкою». 